# Grafomanie

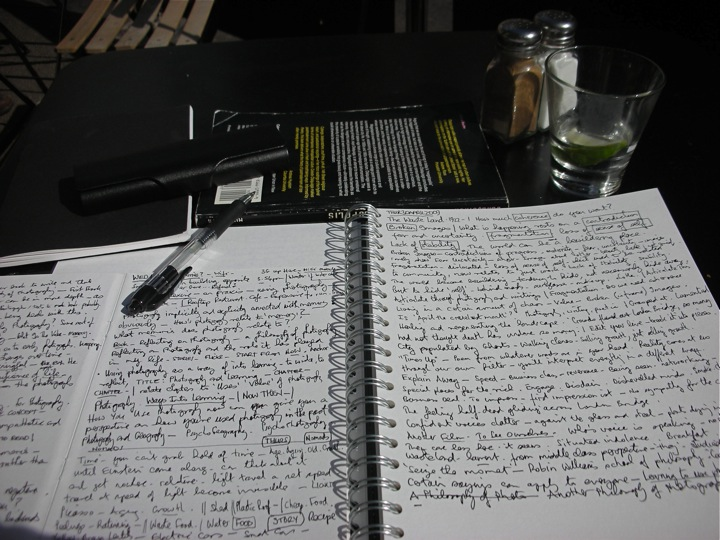
Popsané stránky

Grafomanie, také hypergrafie, (z řeckého grafein - psát či kreslit, mania - vášeň) je patologická touha psát. V lékařském smyslu jde o chorobný stav mysli, pro nějž je typické psaní nesmyslných, nesouvislých shluků slov, v obecnějším slova smyslu termín označuje chorobné nutkání psát díla literárního charakteru, většinou bez ohledu na jejich kvalitu, v oblastech, kterým daná osoba nerozumí, nebo postrádá absolutně jakékoliv tvůrčí schopnosti, s čímž úzce souvisí banální anebo nesmyslný obsah těchto textů. Pojem grafomanie do sebe zahrnuje taktéž touhu autora takové texty následně publikovat, nicméně existuje i blízký termín typomanie, který označuje chorobnou posedlost po zveřejnění vlastního díla. Mimo psychologický kontext je grafomanie často aplikována na literaturu, kde se pod tímto rozumí pejorativní označení pro autora málo kvalitních děl.
Tito lidé píší, ale to, co píší, bývá pouze shluk obecně uznávaných nepravd, a to proto, že autor většinou ví to, co ví obyčejný čtenář. Pokud grafomani mají o něčem ponětí, tak se obvykle nedovedou řádně vyjádřit. Postižení používají slova k vyrovnání se se slovy a obrazy, které je obklopují. Někteří mohou být nadaní a pak jsou schopni psát i autobiografie a lyrická či epická díla. Postižení píší kdekoliv, po papírech, po stěnách, atd., pokud kolem sebe nic takového nemají, uchýlí se i ke psaní po pažích či po nohách. Jedinec má chorobnou touhu po vyjádření svých fantazií pomocí psaní, ale ona touha je více méně touha po vyjádření vlastní existence. Svoje dílo si většinou velmi považují, ale kvalita je většinou pochybná.

## Výskyt
Nejčastějších příčiny grafomanie jsou megalomanské myšlenky identifikovat se s např. slavným spisovatelem. Jedním z příkladů grafomaniaka je Joseph Goebbels, který se prohlašoval za hlavního historiografa druhé světové války a napsal přes 16 000 stránek, které se jevily jako triviální. Grafomanie se mnohdy vyskytuje u některých forem schizofrenie, paranoie, hypomanie a dalších duševních poruch.

## Erotografomanie
Existuje také erotografomanie, což je druh grafomanie, který se projevuje psaním dopisů s eroticko-sexuálním obsahem neznámým příjemcům. Je mnohdy pozorována u duševně chorobných psychopatických jedinců, kteří mohou milostné dopisy psát za účelem dosažení sexuálního vzrušení a uspokojení.